# برادیگاه
برادیگاه (به لاتین: Boradigah) یک منطقهٔ مسکونی در جمهوری آذربایجان است که در شهرستان ماساللی واقع شده‌است. برادیگاه ۵٬۵۹۱ نفر جمعیت دارد.

## ریشه واژه
بُر یا بور در زبان تالشی به‌معنی خار، اُ نشانه جمع، دی به‌معنی روستا و گاه پسوند مکان است و معنای کامل برادیگاه مکانی با خارهای فراوان است.

## نگارخانه

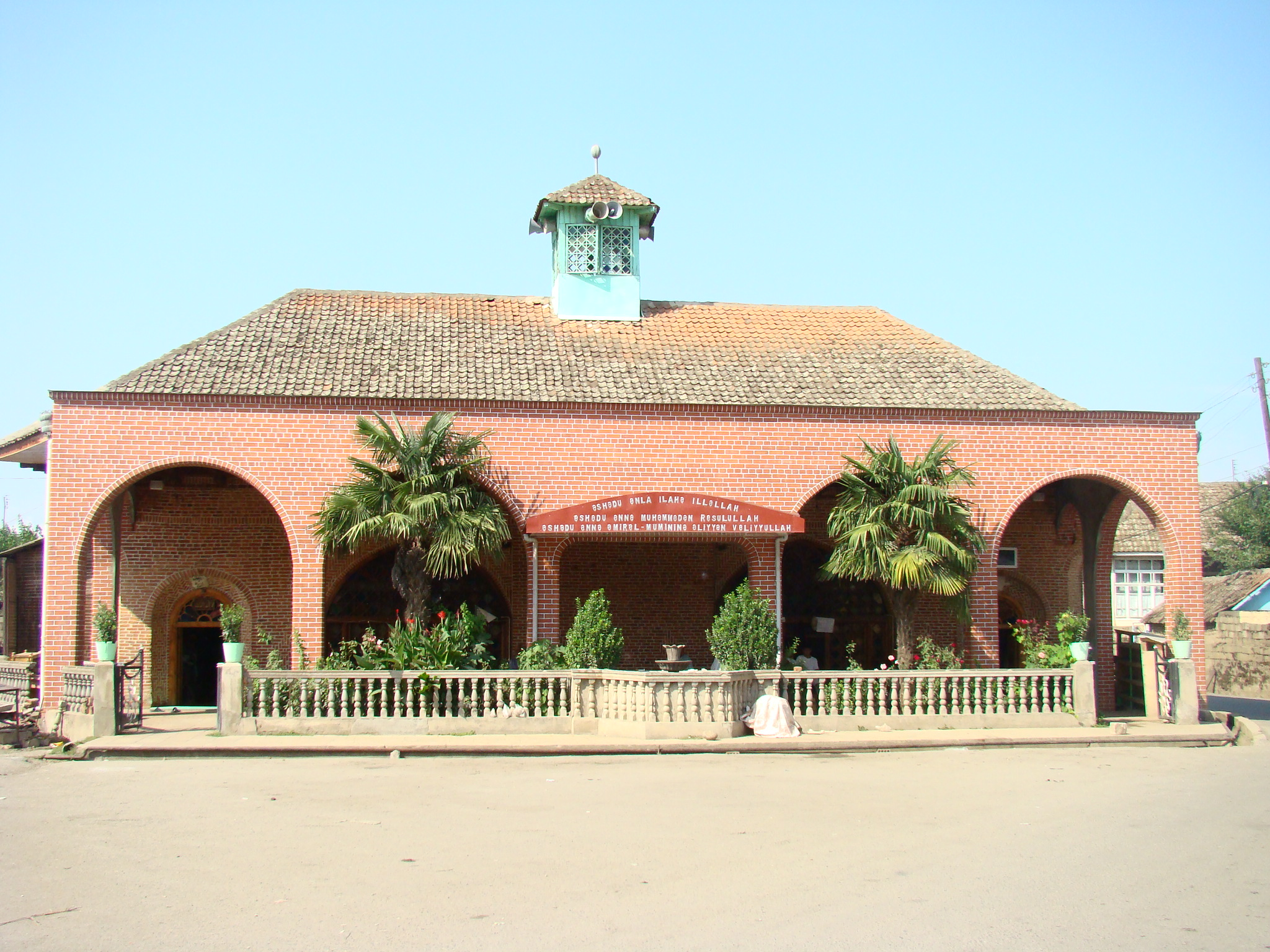
مسجد جمعه در برادیگاه
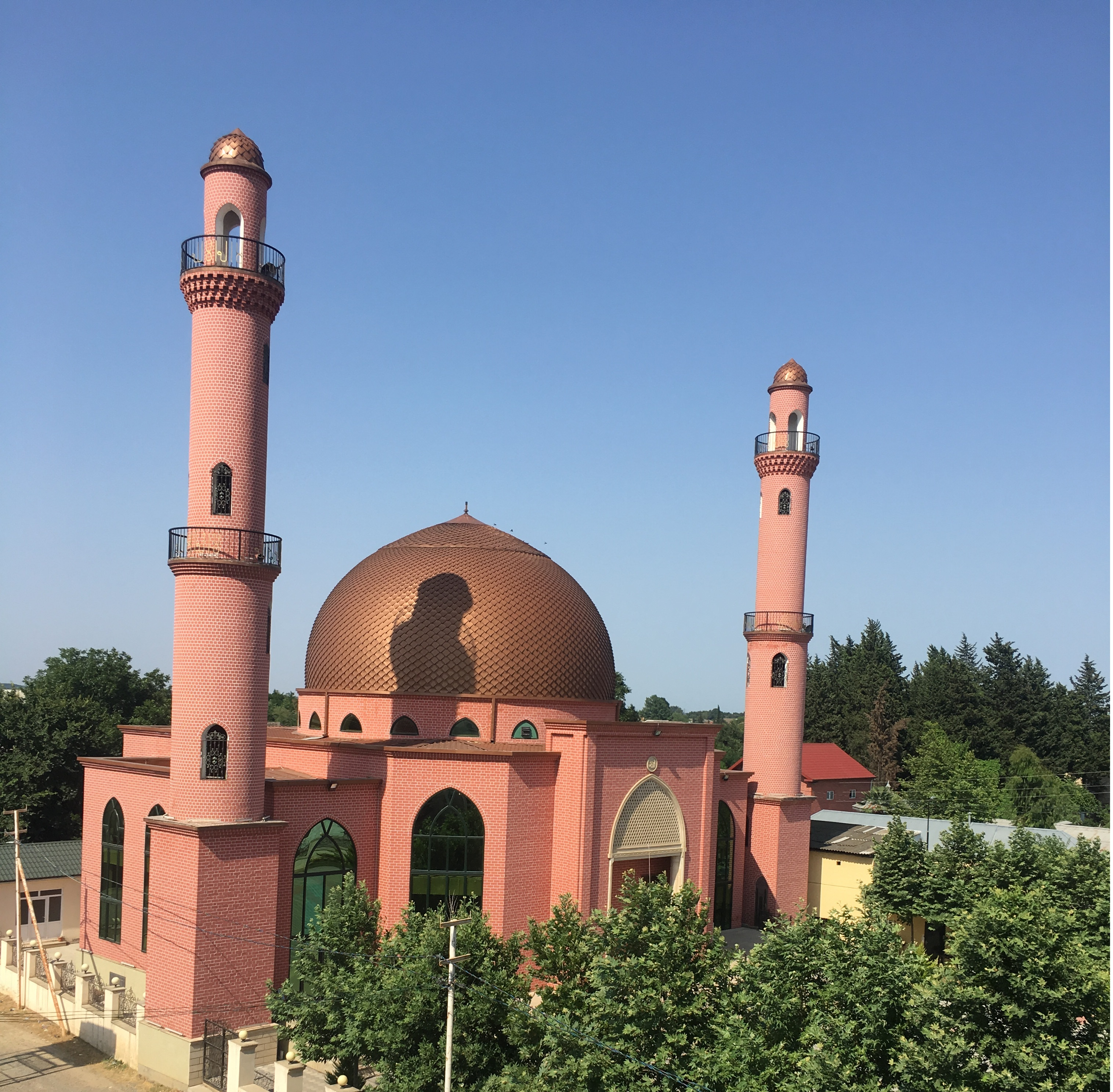
مسجد علی در برادیگاه
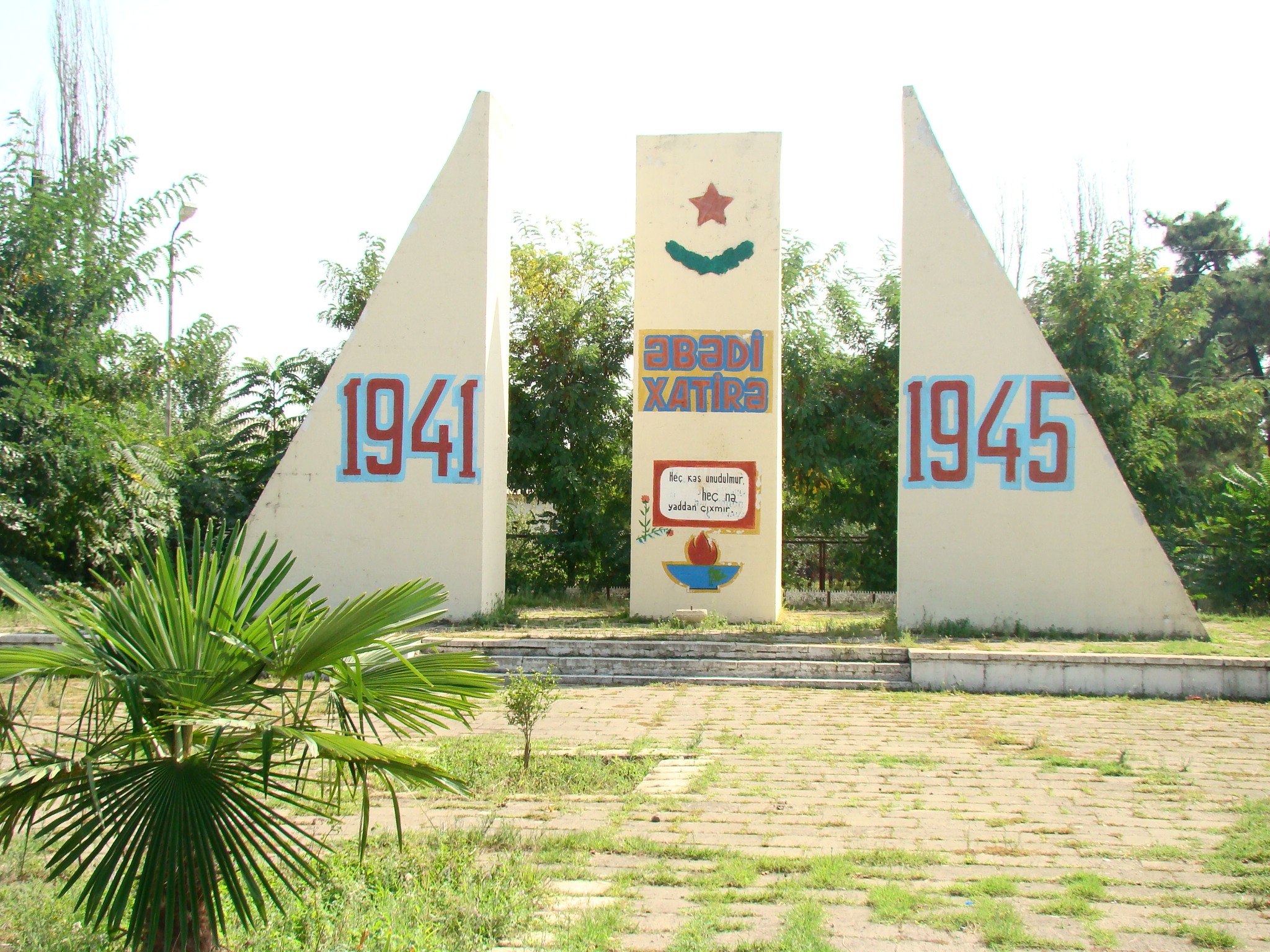
تندیس یادبود شهدای برادیگاه
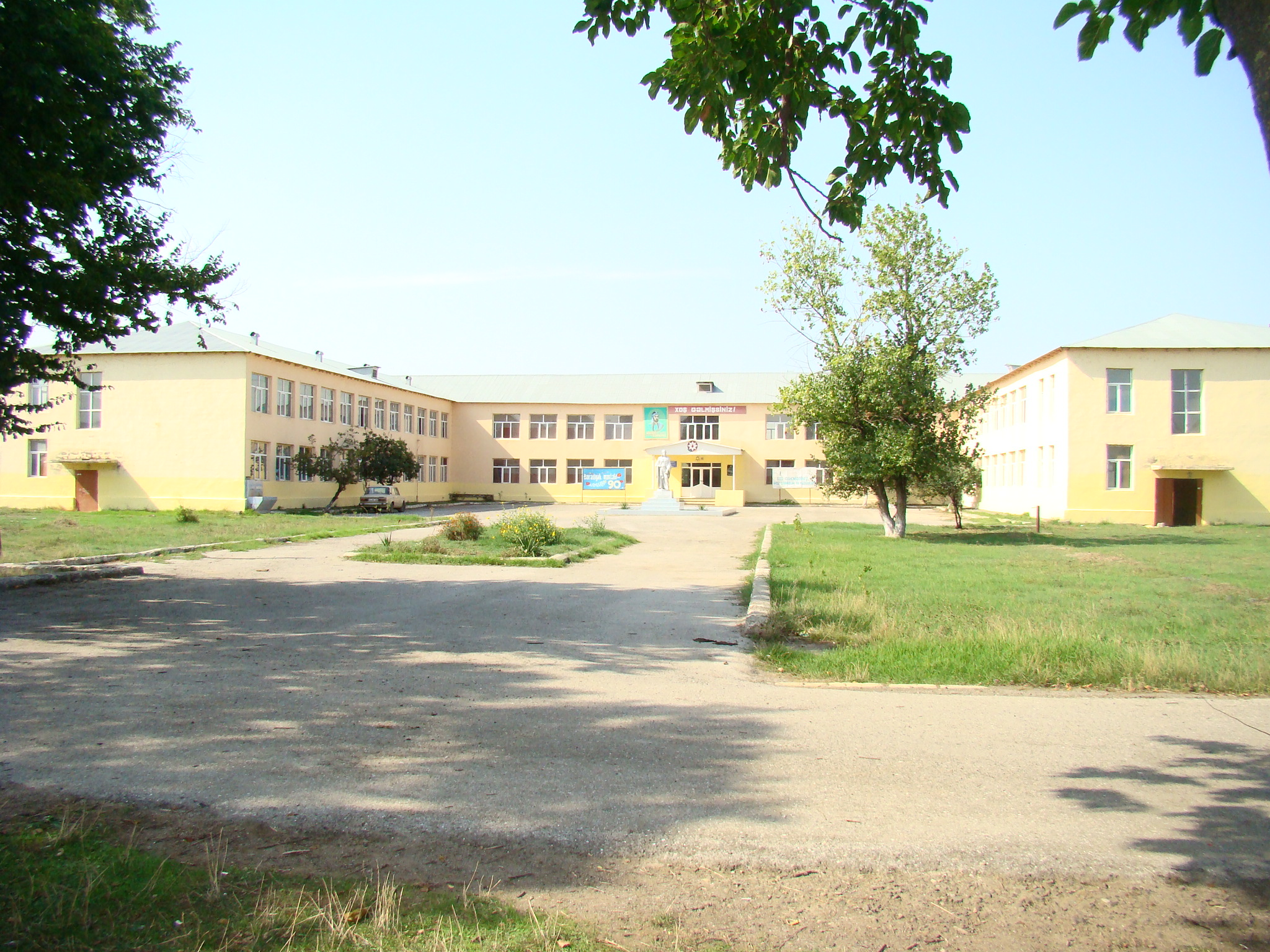
مدرسه‌ای در برادیگاه
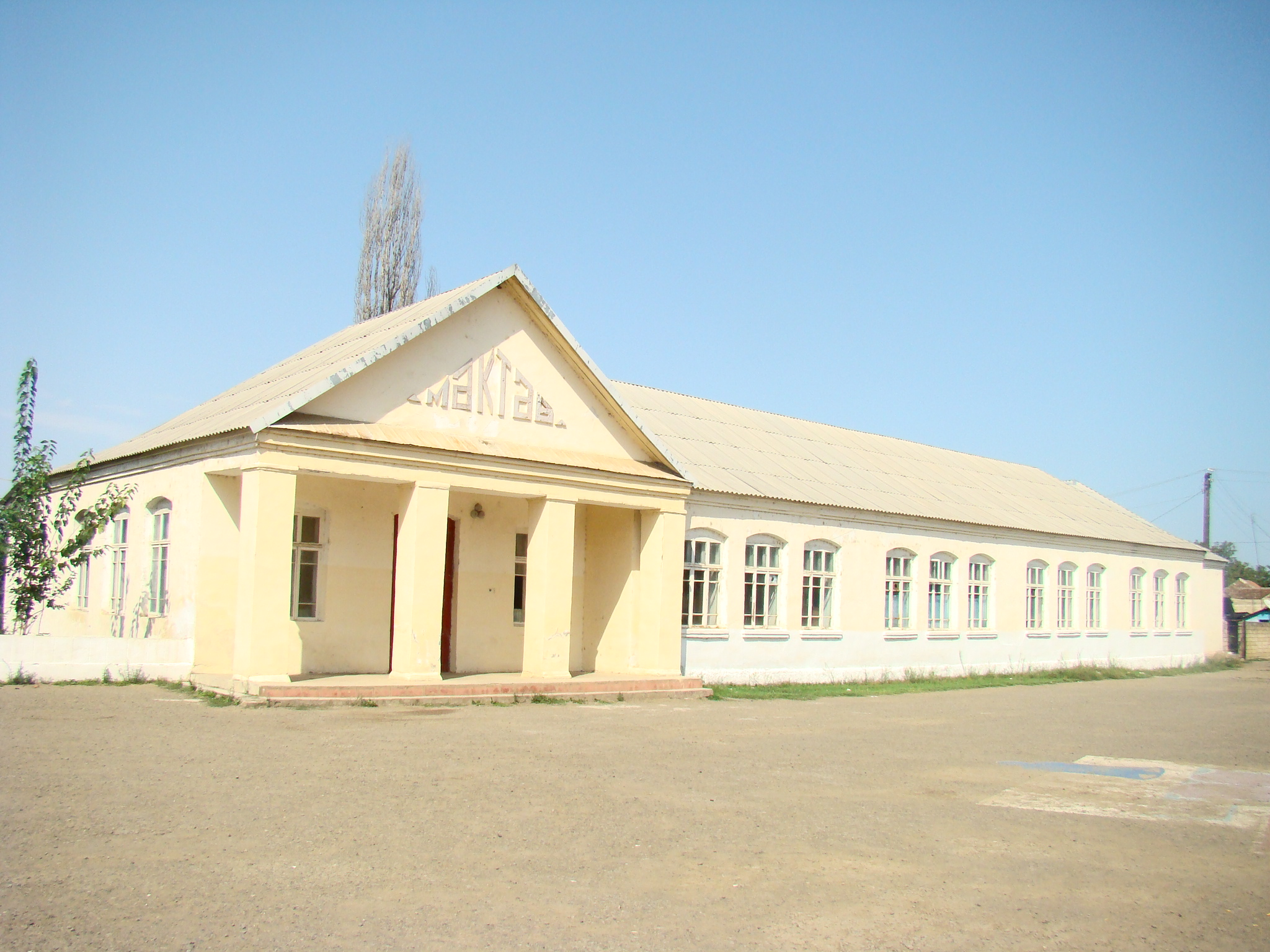
مدرسه‌ای در برادیگاه